# Ógai Mori
Ógai Mori (森 鴎外, Mori Ógai), původním jménem Rintaró Mori (森 林太郎, Mori Rintaró) (17. února 1862 Cuwano – 8. července 1922 Tokio) byl japonský vojenský lékař, překladatel a spisovatel období Meidži.

## Životopis
Narodil se v rodině, která dědila lékařské povolání, proto vystudoval tradiční japonské lékařství. Tuto profesi vykonával v armádě. Během kariéry v armádě nakonec dosáhl nejvyššího postu, velitele japonského armádního lékařství. V letech 1884–1888 studoval v Německu. Japonské společnosti představil německou literaturu Johanna Wolfganga Goetha či Friedricha Schillera a také severskou literaturu Henrika Ibsena a Hanse Christiana Andersena. Je považován za prvního, komu se podařilo úspěšně převést západní poezii do japonštiny. Sám napsal řadu textů, z nichž nejznámější jsou Divoké husy (1911–1913). V roce 1909 vydal román Vita Sexualis, který byl rychle zakázán pro nemravnost. Založil několik literárních časopisů a položil základy moderní japonské literární kritiky, když se opřel o estetické teorie Karla von Hartmanna. Pro jeho knížku Sto příběhů mu posloužila jako inspirace dvojice gejša Ecu a fotograf Seibei. Je otcem spisovatelky Mari Moriové. V závěru života byl ředitelem Císařského muzea.